# 米德爾福克 (印地安納州克林頓縣)
米德爾福克（英語：Middlefork）是位於美國印地安納州克林頓縣的一個非建制地區。該地的面積和人口皆未知。

## 地理
米德爾福克的座標為40°24′56″N 86°23′33″W / 40.41556°N 86.39250°W，而該地的平均海拔高度為246米（即807英尺）。